# 1914 у футболі
Нижче наведені футбольні події 1914 року у всьому світі.

## Засновані клуби
- Аріс (Салоніки) (Греція)
- Левскі (Болгарія)
- Олесунн (Норвегія)
- Реджина (Італія)

## Національні чемпіони
- Бельгія: Роял Дарінг Клаб Моренбек
- Данія: Копенгаген (1876)
- Англія: Блекберн Роверз
- Франція: Олімпік (Лілль)
- Німеччина: Гройтер
- Угорщина: МТК
- Ісландія: Фрам
- Італія: Казале
- Нідерланди: Г. В. В.
- Парагвай: Олімпія (Асунсьйон)
- Шотландія: Селтік
- Швеція: АІК
- Уругвай: Рівер-Плейт (Монтевідео)